# 丰云
丰云（1966年10月2日—），原名丰芸。中国辽宁人，世界上第二位女子围棋职业九段，仅次于芮迺伟。

## 生平
丰云1975年开始学习围棋，1982年被中国围棋协会授予四段，1997年升为九段。她曾于1983年获得全国围棋个人赛女子组冠军，并获得过第二届“宝海杯”世界女子围棋锦标赛冠军。
丰云于2000年移居美国新泽西州，在当地开设有丰云围棋学校。